# João Menezes
João Magalhaes Hueb de Menezes (* 17. Dezember 1996 in Uberaba) ist ein brasilianischer Tennisspieler.

## Karriere
Menezes war bereits ein erfolgreicher Spieler auf der Junior Tour. Er spielte 2014 bei drei der vier Grand-Slam-Turniere mit. Bei den French Open zog er mit Orlando Luz ins Halbfinale ein, bei den US Open gelang ihm an der Seite von Rafael Matos sogar der Einzug ins Finale, das sie gegen Omar Jasika und Naoki Nakagawa verloren. In der Junior-Rangliste erreichte er mit Platz 21 seine beste Notierung.
Seine ersten Turniere bei den Profis spielte er 2011 auf der drittklassigen ITF Future Tour. Zwei Jahre später gab er im Doppel sein Debüt auf der höher dotierten ATP Challenger Tour. Durch erste Titel auf der Future Tour verbesserte sich Menezes in der Weltrangliste und startete vermehrt in der Qualifikation für Challenger-Turniere. Wenn ihm der Sprung ins Hauptfeld gelang, schied er zumeist in der ersten Runde aus.
Nachdem er 2017 ausschließlich Future-Turniere spielte und sich in der Weltrangliste bis an die Top 300 heranspielte, trat er im Folgejahr wieder vermehrt bei Challengers an. Während er im Doppel nie über das Viertelfinale hinauskam, war er im Einzel erfolgreicher. So gewann er 2019 in Samarqand das Finale gegen den topgesetzten Franzosen Corentin Moutet in zwei Sätzen und feierte seinen ersten Titelgewinn auf Challenger-Niveau. Nach einem Viertelfinaleinzug in Columbus wenig später erreichte er mit dem 266. Rang ein neues Karrierehoch.
2019 debütierte er für die brasilianische Davis-Cup-Mannschaft.

## Erfolge
| Legende (Anzahl der Titel)  |
| Grand Slam                  |
| ATP World Tour Finals       |
| ATP World Tour Masters 1000 |
| ATP World Tour 500          |
| ATP World Tour 250          |
| ATP Challenger Tour (2)     |

### Einzel

#### Turniersiege
| Nr. | Datum        | Turnier   | Belag | Finalgegner     | Ergebnis   |
| --- | ------------ | --------- | ----- | --------------- | ---------- |
| 1.  | 19. Mai 2019 | Samarqand | Sand  | Corentin Moutet | 7:62, 7:67 |

### Doppel

#### Turniersiege
| Nr. | Datum              | Turnier | Belag | Partner      | Finalgegner                  | Ergebnis |
| --- | ------------------ | ------- | ----- | ------------ | ---------------------------- | -------- |
| 1.  | 19. September 2020 | Iași    | Sand  | Rafael Matos | Treat Huey Nathaniel Lammons | 6:2, 6:2 |